# James Troisi
James Troisi (Adelaide, 3 luglio 1988) è un calciatore australiano, centrocampista o attaccante svincolato.
Figlio di genitori greci, ha ereditato il cognome del patrigno originario di Napoli.

## Carriera

### Club
Nel 2005 viene acquistato dal Newcastle Utd, con cui non scende mai in campo in gare ufficiali con la prima squadra; nel 2008 passa al Gençlerbirliği, squadra del massimo campionato turco, con cui segna 6 gol in 29 partite. L'anno seguente viene acquistato dal Kayserispor, con cui rimane fino al 2012, segnando complessivamente 10 gol in 64 partite.
Il 23 agosto 2012 si accasa alla Juventus dopo aver rescisso il contratto con il Kayserispor. Il giorno successivo, viene girato in compartecipazione per 2 milioni di euro all'Atalanta nell'ambito dell'operazione che porta Manolo Gabbiadini alla Juventus.
Il 26 agosto 2012 esordisce con la squadra neroazzurra nella partita persa per 1-0 contro la Lazio; chiude la sua prima stagione in Italia con 6 presenze in campionato e 2 presenze in Coppa Italia, senza nessun gol segnato. Al termine di essa Atalanta e Juventus rinnovano la compartecipazione, per poi cederlo in prestito al Melbourne Victory; con cui segna 15 reti totali in 35 partite. Il 20 giugno 2014 la Juventus riscatta la metà del cartellino che era di proprietà dell'Atalanta per 2 milioni di euro.
Il 29 agosto passa in prestito allo Zulte Waregem, squadra della Jupiler League, la massima serie belga. Il successivo 13 settembre fa il suo esordio con la nuova maglia. Sei giorni più tardi realizza il suo primo gol nella partita persa per 2-1 sul campo dello Sporting Charleroi. Il 24 settembre fa il suo esordio in Coppa del Belgio, giocando da titolare nella partita vinta per 4-0 sul campo dell'Anversa..
Dopo essere rientrato alla Juventus, il 31 agosto 2015 viene ceduto all'Al-Ittihād, in Arabia Saudita; segna il suo primo gol con la squadra araba il 22 ottobre 2015, nella partita di Coppa della Corona del Principe saudita vinta per 2-1 sul campo dell'Al-Khaleej. Nel gennaio del 2016 si trasferisce al Liaoning, squadra del campionato cinese, lasciando così dopo 10 partite (con un gol) l'Al-Ittihad. Dopo aver giocato 3 partite nel campionato cinese nell'estate del 2016 torna in patria, trasferendosi per la seconda volta in carriera (questa volta a titolo definitivo) ai Melbourne Victory.

### Nazionale
Ha partecipato alle Olimpiadi di Pechino, dove la rappresentativa australiana non ha superato la fase a gironi.
Ha esordito con la nazionale maggiore il 22 marzo 2008 nell'amichevole disputata a Singapore. Ha segnato il suo primo gol con la nazionale maggiore il 5 giugno 2011 in una partita amichevole giocata ad Adelaide e vinta per 3-0 dalla sua squadra.
Il 14 maggio 2014 è stato inserito nella lista dei 30 preconvocati per i Mondiali di Brasile 2014. Successivamente è stato inserito nella lista dei 23 atleti australiani che prenderanno parte alla manifestazione.
Nel 2015 partecipa alla Coppa d'Asia; il 9 gennaio gioca da titolare nella partita di esordio dell'Australia, vinta per 4-1 contro il Kuwait, nel corso della quale segna anche un gol. Il 31 gennaio 2015 realizza il gol decisivo nella finale di Coppa d'Asia, vinta dall'Australia per 2-1 contro la Corea del Sud ai tempi supplementari. Chiude così il torneo continentale con 2 reti in 5 presenze.

## Statistiche

### Presenze e reti nei club
Statistiche aggiornate al 24 aprile 2022.
| Stagione                 | Squadra                  | Campionato               | Campionato | Campionato | Coppe nazionali | Coppe nazionali | Coppe nazionali | Coppe continentali | Coppe continentali | Coppe continentali | Altre coppe | Altre coppe | Altre coppe | Totale | Totale |
| Stagione                 | Squadra                  | Comp                     | Pres       | Reti       | Comp            | Pres            | Reti            | Comp               | Pres               | Reti               | Comp        | Pres        | Reti        | Pres   | Reti   |
| ------------------------ | ------------------------ | ------------------------ | ---------- | ---------- | --------------- | --------------- | --------------- | ------------------ | ------------------ | ------------------ | ----------- | ----------- | ----------- | ------ | ------ |
| 2008-2009                | Gençlerbirliği           | SL                       | 29         | 6          | TK              | 1               | 0               | -                  | -                  | -                  | -           | -           | -           | 30     | 6      |
| 2009-2010                | Kayserispor              | SL                       | 24         | 0          | TK              | 1               | 0               | -                  | -                  | -                  | -           | -           | -           | 25     | 0      |
| 2010-2011                | Kayserispor              | SL                       | 14         | 0          | TK              | 0               | 0               | -                  | -                  | -                  | -           | -           | -           | 14     | 0      |
| 2011-2012                | Kayserispor              | SL                       | 27         | 10         | TK              | 3               | 1               | -                  | -                  | -                  | -           | -           | -           | 30     | 11     |
| Totale Kayserispor       | Totale Kayserispor       | Totale Kayserispor       | 65         | 10         |                 | 4               | 1               |                    | -                  | -                  |             | -           | -           | 69     | 11     |
| 2012-2013                | Atalanta                 | A                        | 6          | 0          | CI              | 2               | 0               | -                  | -                  | -                  | -           | -           | -           | 8      | 0      |
| 2013-2014                | Melbourne Victory        | AL                       | 27+2       | 12         | -               | -               | -               | ACL                | 6                  | 3                  | -           | -           | -           | 35     | 15     |
| 2014-2015                | Zulte Waregem            | D1                       | 20+1       | 5          | CB              | 2               | 0               | -                  | -                  | -                  | -           | -           | -           | 23     | 5      |
| 2015-gen. 2016           | Al Ittihad               | SPL                      | 8          | 0          | CPC             | 2               | 1               | -                  | -                  | -                  | -           | -           | -           | 10     | 1      |
| 2016                     | Liaoning Whowin          | CSL                      | 3          | 0          | CC              | 0               | 0               | -                  | -                  | -                  | -           | -           | -           | 3      | 0      |
| 2016-2017                | Melbourne Victory        | AL                       | 24+2       | 6          | CA              | 2               | 1               | -                  | -                  | -                  | -           | -           | -           | 28     | 7      |
| 2017-2018                | Melbourne Victory        | AL                       | 22+3       | 3+1        | CA              | 2               | 1               | ACL                | 5                  | 0                  | -           | -           | -           | 32     | 5      |
| 2018-2019                | Melbourne Victory        | AL                       | 25         | 5          | CA              | 2               | 0               | ACL                | 4                  | 0                  | -           | -           | -           | 31     | 5      |
| Totale Melbourne Victory | Totale Melbourne Victory | Totale Melbourne Victory | 98+7       | 26+1       |                 | 6               | 2               |                    | 15                 | 3                  |             | -           | -           | 126    | 32     |
| 2019-2020                | Adelaide Utd             | AL                       | 13         | 1          | CA              | 0               | 0               | -                  | -                  | -                  | -           | -           | -           | 13     | 1      |
| 2020-2021                | Western Sydney           | AL                       | 24         | 4          | -               | -               | -               | -                  | -                  | -                  | -           | -           | -           | 24     | 4      |
| 2021-2022                | Western Sydney           | AL                       | 17         | 1          | CA              | 1               | 0               | -                  | -                  | -                  | -           | -           | -           | 18     | 1      |
| Totale Western Sydney W. | Totale Western Sydney W. | Totale Western Sydney W. | 41         | 5          |                 | 1               | 0               |                    | -                  | -                  |             | -           | -           | 42     | 5      |
| Totale carriera          | Totale carriera          | Totale carriera          | 291        | 54         |                 | 18              | 4               |                    | 15                 | 3                  |             | -           | -           | 324    | 61     |

### Cronologia presenze e reti in nazionale
| Cronologia completa delle presenze e delle reti in nazionale ― Australia | Cronologia completa delle presenze e delle reti in nazionale ― Australia | Cronologia completa delle presenze e delle reti in nazionale ― Australia | Cronologia completa delle presenze e delle reti in nazionale ― Australia | Cronologia completa delle presenze e delle reti in nazionale ― Australia | Cronologia completa delle presenze e delle reti in nazionale ― Australia | Cronologia completa delle presenze e delle reti in nazionale ― Australia | Cronologia completa delle presenze e delle reti in nazionale ― Australia |
| Data                                                                     | Città                                                                    | In casa                                                                  | Risultato                                                                | Ospiti                                                                   | Competizione                                                             | Reti                                                                     | Note                                                                     |
| ------------------------------------------------------------------------ | ------------------------------------------------------------------------ | ------------------------------------------------------------------------ | ------------------------------------------------------------------------ | ------------------------------------------------------------------------ | ------------------------------------------------------------------------ | ------------------------------------------------------------------------ | ------------------------------------------------------------------------ |
| 22-3-2008                                                                | Singapore                                                                | Singapore                                                                | 0 – 0                                                                    | Australia                                                                | Amichevole                                                               | -                                                                        |                                                                          |
| 23-5-2008                                                                | Sydney                                                                   | Australia                                                                | 1 – 0                                                                    | Ghana                                                                    | Amichevole                                                               | -                                                                        | 64’                                                                      |
| 22-6-2008                                                                | Sydney                                                                   | Australia                                                                | 0 – 1                                                                    | Cina                                                                     | Qual. Mondiali 2010                                                      | -                                                                        | 83’                                                                      |
| 5-6-2011                                                                 | Adelaide                                                                 | Australia                                                                | 3 – 0                                                                    | Nuova Zelanda                                                            | Amichevole                                                               | 1                                                                        |                                                                          |
| 7-6-2011                                                                 | Melbourne                                                                | Australia                                                                | 0 – 0                                                                    | Serbia                                                                   | Amichevole                                                               | -                                                                        | 46’                                                                      |
| 10-8-2011                                                                | Cardiff                                                                  | Galles                                                                   | 1 – 2                                                                    | Australia                                                                | Amichevole                                                               | -                                                                        | 70’                                                                      |
| 2-9-2011                                                                 | Brisbane                                                                 | Australia                                                                | 2 – 1                                                                    | Thailandia                                                               | Qual. Mondiali 2014                                                      | -                                                                        | 90+1’                                                                    |
| 8-10-2011                                                                | Canberra                                                                 | Australia                                                                | 5 – 0                                                                    | Malaysia                                                                 | Amichevole                                                               | -                                                                        | 46’                                                                      |
| 29-2-2012                                                                | Melbourne                                                                | Australia                                                                | 4 – 2                                                                    | Arabia Saudita                                                           | Qual. Mondiali 2014                                                      | -                                                                        | 63’                                                                      |
| 26-5-2014                                                                | Sydney                                                                   | Australia                                                                | 1 – 1                                                                    | Sudafrica                                                                | Amichevole                                                               | -                                                                        | 46’                                                                      |
| 6-6-2014                                                                 | Salvador                                                                 | Croazia                                                                  | 1 – 0                                                                    | Australia                                                                | Amichevole                                                               | -                                                                        | 81’                                                                      |
| 13-6-2014                                                                | Cuiabá                                                                   | Cile                                                                     | 3 – 1                                                                    | Australia                                                                | Mondiali 2014 - 1º turno                                                 | -                                                                        | 78’                                                                      |
| 23-6-2014                                                                | Curitiba                                                                 | Australia                                                                | 0 – 3                                                                    | Spagna                                                                   | Mondiali 2014 - 1º turno                                                 | -                                                                        | 61’                                                                      |
| 10-10-2014                                                               | Abu Dhabi                                                                | Emirati Arabi Uniti                                                      | 0 – 0                                                                    | Australia                                                                | Amichevole                                                               | -                                                                        | 61’                                                                      |
| 14-10-2014                                                               | Doha                                                                     | Qatar                                                                    | 1 – 0                                                                    | Australia                                                                | Amichevole                                                               | -                                                                        |                                                                          |
| 18-11-2014                                                               | Osaka                                                                    | Giappone                                                                 | 2 – 1                                                                    | Australia                                                                | Kirin Cup                                                                | -                                                                        | 64’                                                                      |
| 9-1-2015                                                                 | Melbourne                                                                | Australia                                                                | 4 – 1                                                                    | Kuwait                                                                   | Coppa d'Asia 2015 - 1º turno                                             | 1                                                                        |                                                                          |
| 17-1-2015                                                                | Brisbane                                                                 | Australia                                                                | 0 – 1                                                                    | Corea del Sud                                                            | Coppa d'Asia 2015 - 1º turno                                             | -                                                                        | 60’                                                                      |
| 22-1-2015                                                                | Brisbane                                                                 | Cina                                                                     | 0 – 2                                                                    | Australia                                                                | Coppa d'Asia 2015 - Quarti di finale                                     | -                                                                        | 60’                                                                      |
| 27-1-2015                                                                | Newcastle                                                                | Australia                                                                | 2 – 0                                                                    | Emirati Arabi Uniti                                                      | Coppa d'Asia 2015 - Semifinale                                           | -                                                                        | 82’                                                                      |
| 31-1-2015                                                                | Sydney                                                                   | Corea del Sud                                                            | 1 – 2 dts                                                                | Australia                                                                | Coppa d'Asia 2015 - Finale                                               | 1                                                                        | 71’                                                                      |
| 25-3-2015                                                                | Kaiserslautern                                                           | Germania                                                                 | 2 – 2                                                                    | Australia                                                                | Amichevole                                                               | 1                                                                        | 87’                                                                      |
| 30-3-2015                                                                | Skopje                                                                   | Macedonia                                                                | 0 – 0                                                                    | Australia                                                                | Amichevole                                                               | -                                                                        | 46’                                                                      |
| 16-6-2015                                                                | Bishkek                                                                  | Kirghizistan                                                             | 1 – 2                                                                    | Australia                                                                | Qual. Mondiali 2018                                                      | -                                                                        | 71’                                                                      |
| 12-11-2015                                                               | Canberra                                                                 | Australia                                                                | 3 – 0                                                                    | Kiribati                                                                 | Qual. Mondiali 2018                                                      | -                                                                        | 73’                                                                      |
| 17-11-2015                                                               | Dacca                                                                    | Bangladesh                                                               | 0 – 4                                                                    | Australia                                                                | Qual. Mondiali 2018                                                      | -                                                                        | 47’                                                                      |
| 23-3-2017                                                                | Teheran                                                                  | Iraq                                                                     | 1 – 1                                                                    | Australia                                                                | Qual. Mondiali 2018                                                      | -                                                                        | 82’                                                                      |
| 28-3-2017                                                                | Sydney                                                                   | Australia                                                                | 2 – 0                                                                    | Emirati Arabi Uniti                                                      | Qual. Mondiali 2018                                                      | -                                                                        |                                                                          |
| 13-6-2017                                                                | Melbourne                                                                | Australia                                                                | 0 – 4                                                                    | Brasile                                                                  | Amichevole                                                               | -                                                                        | 79’                                                                      |
| 19-6-2017                                                                | Soči                                                                     | Australia                                                                | 2 – 3                                                                    | Germania                                                                 | Conf. Cup 2017 - 1º turno                                                | -                                                                        | 71’                                                                      |
| 22-6-2017                                                                | San Pietroburgo                                                          | Camerun                                                                  | 1 – 1                                                                    | Australia                                                                | Conf. Cup 2017 - 1º turno                                                | -                                                                        | 65’                                                                      |
| 25-6-2017                                                                | Mosca                                                                    | Australia                                                                | 1 – 1                                                                    | Cile                                                                     | Conf. Cup 2017 - 1º turno                                                | 1                                                                        | 31’                                                                      |
| 31-8-2017                                                                | Saitama                                                                  | Giappone                                                                 | 2 – 0                                                                    | Australia                                                                | Qual. Mondiali 2018                                                      | -                                                                        | 61’                                                                      |
| 5-9-2017                                                                 | Melbourne                                                                | Australia                                                                | 2 – 1                                                                    | Thailandia                                                               | Qual. Mondiali 2018                                                      | -                                                                        | 65’                                                                      |
| 10-10-2017                                                               | Sydney                                                                   | Australia                                                                | 2 – 1                                                                    | Siria                                                                    | Qual. Mondiali 2018                                                      | -                                                                        | 73’                                                                      |
| 15-11-2017                                                               | Sydney                                                                   | Australia                                                                | 3 – 1                                                                    | Honduras                                                                 | Qual. Mondiali 2018                                                      | -                                                                        | 89’                                                                      |
| 27-3-2018                                                                | Londra                                                                   | Colombia                                                                 | 0 – 0                                                                    | Australia                                                                | Amichevole                                                               | -                                                                        | 83’                                                                      |
| Totale                                                                   |                                                                          | Presenze                                                                 | 37                                                                       |                                                                          | Reti                                                                     | 5                                                                        |                                                                          |

## Palmarès

### Club

#### Competizioni nazionali
- Campionato australiano: 1

Melbourne Victory: 2017-2018
- FFA Cup: 1

Adelaide United: 2019

### Nazionale
- Coppa d'Asia: 1

2015